# Hold Tight
Singles de Justin Bieber
All That Matters
(2013) Wait For A Minute
(2013)
Hold Tight est une chanson enregistrée par le chanteur canadien Justin Bieber pour son deuxième album de compilation Journals (2013). La chanson est sortie le 21 octobre 2013 sur Itunes, figurant comme le troisième single de son projet Music Mondays, à la suite de "Heartbreaker" et "All That Matters" (publié respectivement le 7 et 14 octobre 2013). Le single s'est classé à la 46e position en tant que meilleures chansons de l'année 2013.

## Réalisation
Le 17 octobre 2013, Bieber a annoncé la sortie du titre "Hold Tight" via son compte Instagram. Dans cette publication, il a dévoilé l'illustration du single en annonçant qu'il sortirait le 21 octobre 2013. Par rapport au concept de la chanson, Bieber a expliqué: "Je suis un romantique désespéré alors quand j'aime des personnes, je ne veux pas les laisser s'en aller. Cette chanson vous montre cette précipitation des sentiments que l'on peut éprouver. Peu importe comment cela se passe, vous ne pouvez pas laisser partie cette personne. Vous voulez juste la serrer for contre vous. J'ai essayé de la garder".

## Composition
"Hold Tight" est une chanson de R&B au tempo moyen. Selon Amy Sciarretto de PopCrush, la chanson est un "slow dansant avec des répétitions tels que des battements du cœur". Au niveau des paroles, Bieber décrit le "pouvoir addictif" des lèvres d'une femme. Mikael Bois du Los Angeles Times a noté que le "Hold on Tight" pourrait éventuellement s'adresser à ses relations avec Selena Gomez ayant des hauts et des bas. Jason Lipshutz du Billboard a écrit que Bieber "délivre tristement chaque syllabe", tandis que Sciarretto compare son registre vocal à celui de Justin Timberlake.

## Critiques reçues
La chanson a reçu avec des critiques généralement diverses. Sur un tin plus défavorable Melinda Newman de HitFix a critiqué la chanson du fait qu'il n'y est "pas de changement de tempo".. Elle a conclu sur ceci "Si vous êtes un fan de Bieber en rêvant de lui lèvres contre lèvres, cette chanson sera probablement pour vous."

## Classement
| Charts (2013)                  | Position |
| ------------------------------ | -------- |
| Australie (ARIA)               | 48       |
| Autriche(Ö3 Austria Top 40)    | 40       |
| Belgique (Ultratop, Flandre)   | 5        |
| Belgique (Ultratop, Wallonie)  | 29       |
| Canada (Canadian Hot 100)      | 23       |
| Danemark (Tracklisten)         | 1        |
| France (SNEP)                  | 46       |
| Allemagne (GfK Entertainment)  | 56       |
| Pays-Bas (Single Top 100)      | 14       |
| Espagne (PROMUSICAE)           | 19       |
| Suisse (Schweizer Hitparade)   | 25       |
| Royaume-Uni (UK Singles Chart) | 28       |
| États-Unis (Billboard Hot 100) | 29       |